# Der Teufel und der liebe Gott
Der Teufel und der liebe Gott (Le diable et le bon Dieu) ist ein 1951 geschriebenes Theaterstück des französischen Philosophen und Schriftstellers Jean-Paul Sartre. Es spielt im Deutschland des 16. Jahrhunderts während der Bauernkriege. Das Stück thematisiert das Verhältnis von Moral und Revolution.

## Handlung
Götz, in vager Anlehnung an Götz von Berlichingen, ist ein adliger Feldherr, der stets versucht, Böses zu tun, um Gott herauszufordern. Während der Belagerung der Stadt Worms gerät der Bäcker und Revolutionär Nasty in seine Gewalt, der ihn davon überzeugt, dass er mit seinem Verhalten nur die vorhandene Ordnung stützt und somit ein Werkzeug der Herrschenden ist. Von da an wandelt sich Götz, versucht nur noch, Gutes zu tun und Gott gefällig zu sein. Er verschenkt seine Ländereien an seine Untertanen und errichtet auf seinem Gebiet eine „Stadt des Lichts“. Doch auch damit ist ihm kein Erfolg beschieden. Seine Bauern werden erschlagen, weil sie nicht am Aufstand gegen die übrigen Lehnsherren teilnehmen wollen und der Aufstand droht zu scheitern, weil Götz sich weigert, ihn anzuführen. Nach einer vernichtenden Niederlage der Aufständischen mit 25.000 Toten erkennt er, dass seine Weigerung, die Truppen anzuführen und somit auch für deren Tod verantwortlich zu sein, noch viel mehr Tote verursacht hat. Erst als er erkennt, dass Gott nicht existiert und sich von durch ihn gegebenen absoluten Moralvorstellungen löst, erkennt er für sich eine konkrete historische Moral, in der es unumgänglich ist, Leiden zu verursachen, um größeres Leiden abzuwenden. Als erste Konsequenz aus dieser neuen Moral übernimmt Götz die ihm angetragene Führung der Aufständischen und ersticht einen ungehorsamen Offizier.

## Uraufführung
Die Uraufführung fand am 7. Juni 1951 im Théâtre Antoine in Paris statt. Die deutsche Erstaufführung fand am 30. Oktober 1951 im Deutschen Schauspielhaus in Hamburg in einer Inszenierung von Karl-Heinz Stroux statt.

## Notizen
1. ↑  Auch über: Die schmutzigen Hände. Die ehrbare Dirne; Die Eingeschlossenen (von Altona) = Les séquestrés d'Altona; Das Spiel ist aus; Im Räderwerk